# Флагманский корабль

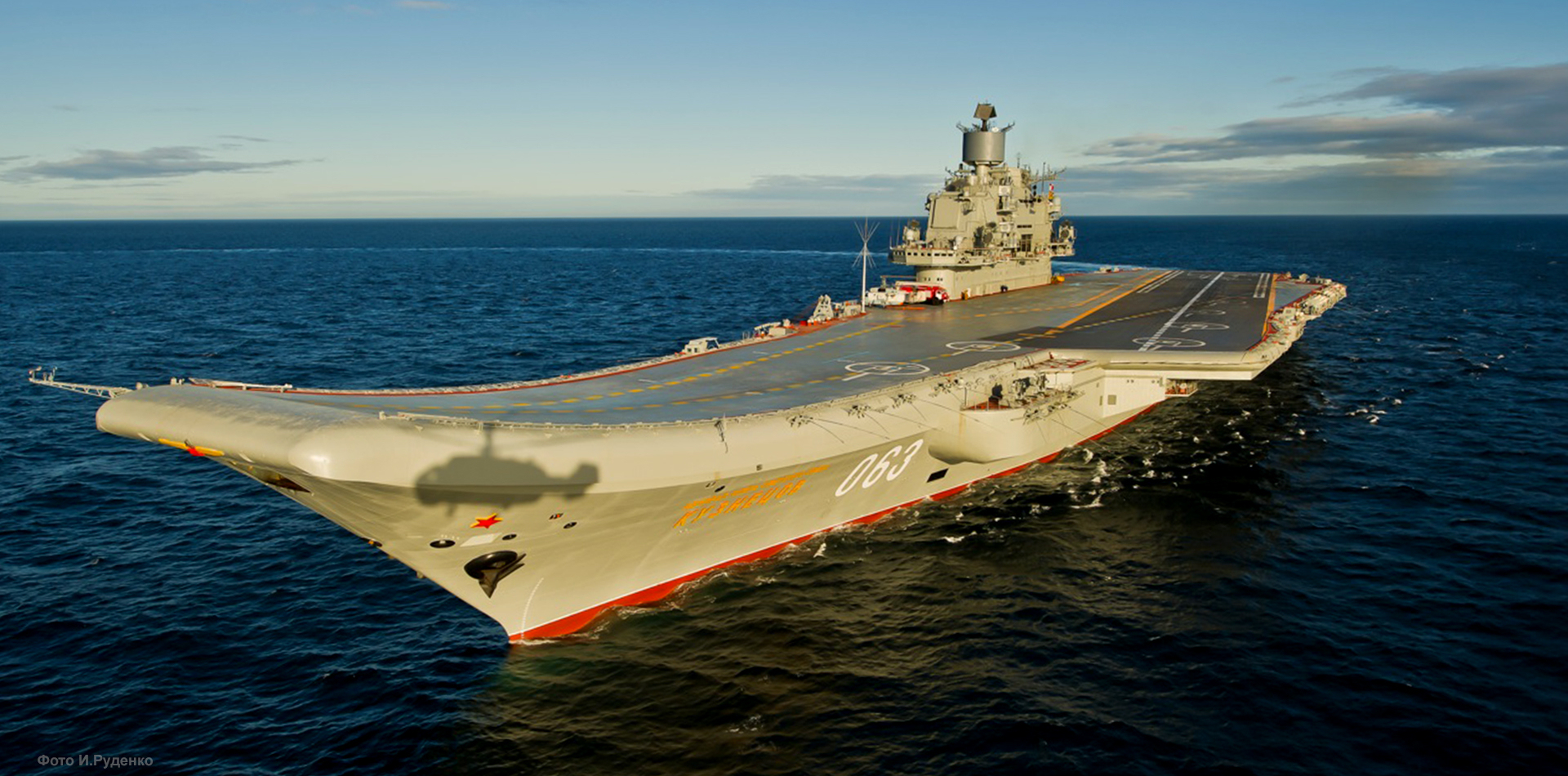
Флагманский корабль Северного флота ВМФ ВС России, ТАВКР «Адмирал Флота Советского Союза Кузнецов», в 2012 году.

Флагманский корабль, укорочено флагман — корабль, на котором находятся командир или командующий соединения или объединения (флагман — начальник эскадры, флота, поднимающий свой флаг (а не общий) на том судне, где он сам находится), управление (штаб, службы и так далее) и флагманский командный пункт (ФКП), оборудованный средствами управления.
Ранее в литературе также употреблялось словосочетание Флагманское судно.

## Описание
Флагман формирования военно-морского флота управляет, посредством ФКП, своими частями и соединениями, при этом взаимодействует с силами и войсками своего и других родов войск и сил видов вооружённых сил и специальных войск вооружённых сил государства.
На флагманском командном пункте развёртываются штабные посты, находятся офицеры связи взаимодействующих объединений, соединений и частей (кораблей) флота (флотилии), сухопутных войск и авиации и других формирований или организаций.
Флагманский корабль носит должностной флаг (флаг должностного лица) присвоенный командиру данного соединения или объединения. В ночное время флагманский корабль носит навигационный флагманский огонь (флагманский огонь) на грот-мачте.
Флагманским кораблём обычно называют также лучшие и крупнейшие суда пароходств, экспедиций, флотилий промысловых судов.

## Флагманы военно-морского флота ВС России
| Флот и флотилия     | Корабль                                                                                       | Проект             |
| ------------------- | --------------------------------------------------------------------------------------------- | ------------------ |
| Северный флот       | Тяжёлый авианесущий крейсер «Адмирал Флота Советского Союза Кузнецов» (на ремонте с 2017 г.)  | 1143 или «Кречет»  |
| Черноморский флот   | Гвардейский ордена Нахимова ракетный крейсер «Москва» (затонул, см. Гибель крейсера «Москва») | 1164 или «Атлант»  |
| Тихоокеанский флот  | Гвардейский ордена Нахимова ракетный крейсер «Варяг»                                          | 1164 или «Атлант»  |
| Балтийский флот     | Эскадренный миноносец «Настойчивый»                                                           | 956-А или «Сарыч»  |
| Каспийская флотилия | Сторожевой корабль «Дагестан»                                                                 | 11661 или «Гепард» |

  действующий

  находится в ремонте или на модернизации

  выведен за штат, находится на консервации, хранении или отстое

  списан, утилизирован или потерян